# Ruppertshofen (Ilshofen)
Ruppertshofen ist ein Stadtteil und Dorf der Kleinstadt Ilshofen im Landkreis Schwäbisch Hall des Landes Baden-Württemberg.

## Geografie

### Geografische Lage
Ruppertshofen liegt links der Jagst auf der Hochebene zwischen den tief eingeschnittenen Flüssen Jagst und Bühler, die zur Hohenloher Ebene zählt.

### Gliederung der ehemaligen Gemeinde
Neben dem namengebenden Hauptort Ruppertshofen gehörten die Weiler Leofels und Hessenau zum Stadtteil.

## Geschichte
Ruppertshofen, früher auch Ruprechtshofen oder Ruprechtshausen, war bis zum Anfang des 19. Jahrhunderts zu einem Drittel Teil der Reichsstadt Hall (Schwäbisch Hall) und zu zwei Dritteln Teil des Fürstentums Hohenlohe-Kirchberg. Am 1. Januar 1973 wurde die Gemeinde Ruppertshofen Teil der Stadt Ilshofen.

## Politik
Die ehemalige Gemeinde Ruppertshofen ist Teil der Stadt Ilshofen.

## Kultur und Sehenswürdigkeiten

### Regelmäßige Veranstaltungen
An den letzten beiden Wochenenden im Januar veranstaltet der Liederkranz Ruppertshofen-Leofels die Jahresfeier im Gemeindesaal Ruppertshofen.
Die Dorfgemeinschaft Ruppertshofen richtet am 1. Mai und am 3. Oktober ein Backofenfest auf dem Dorfplatz Ruppertshofen aus.
Auf der Burgruine Leofels finden im Sommer jährlich Burgschauspiele statt.
Ebenfalls auf dem Dorfplatz wird am Ersten Advent das Christbaumaufstellfest gefeiert.

### Verkehr
Die ehemalige Gemeinde Ruppertshofen ist über die Kreisstraßen 2542 und 2543 für den Straßenverkehr erschlossen. Die Entfernung zum Bahnhof Eckartshausen beträgt 5,4 km.